# Belbèze-de-Lauragais
Belbèze-de-Lauragais (em occitano:  Bèlvéser de Lauragués) é uma comuna francesa na região administrativa da Occitânia, no departamento do Alto Garona. Estende-se por uma área de 3.71 km², com 126 habitantes, segundo o censo de 2018, com uma densidade de 34 hab/km².